# بيل 430
بيل 430 (بالإنجليزية: Bell 430)‏ هي مروحية خفيفة ذات محركين أنتجت في 1996 بالولايات المتحدة. من صناعة بيل للمروحيات. كان أول طيران لها في أكتوبر 25, 1994. دخلت الخدمة في 1995. طورت من المروحية بيل 230، والتي بدورها استند تطويرها في وقت سابق على مروحية بيل 222. ومازالت في الخدمة حتى الآن. صنع منها 136 طائرة.